# Paragaleodes fulvipes
Paragaleodes fulvipes es una especie de arácnido  del orden Solifugae de la familia Galeodidae.

## Distribución geográfica
Se encuentra en Irán y en Israel.